# 米雷
- 關於法国曼恩-卢瓦尔省市镇Miré，請見「米雷 (曼恩-卢瓦尔省)」。
- 關於法国阿韦龙省市镇Muret-le-Château，請見「米雷堡」。
- 關於2011年台风，請見「强热带风暴米雷 (2011年)」。

米雷（法語：Muret，法語發音：[myʁɛ] ⓘ），法国西南部城市，奥克西塔尼大区上加龙省的一个市镇，同时也是该省的一个副省会，下辖米雷区，其市镇面积为57.84平方公里，2022年1月1日时人口数量为25,653人，在法国城市中排名第361位。
米雷位于上加龙省中北部，加龙河与卢日河交汇处，是一个区域性的中心城市，也是图卢兹的一个远郊卫星城，通过铁路和高速公路连接图卢兹市区。米雷因同名战役而闻名，法国元帅阿道夫·尼埃尔及航空工程师克雷芒·阿德尔出生于此地，法国总统樊尚·奥里奥尔曾于1944至1947年间担任米雷市长职务。

## 地名来源
“米雷”一名的来源于拉丁语单词“murus”的变体，意为“（小规模的）城墙”。该名称亦可作为法语人名姓氏。

## 历史

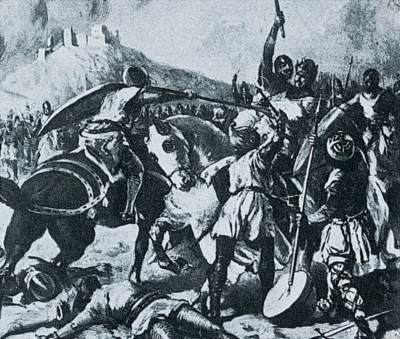
米雷之战

根据当地官方网站的论述，米雷在新石器时期就已出现人类活动，其城市则始建于11世纪。12世纪初，科曼日伯爵在此修建了一处城堡作为家族宅邸。1203年，当地出现了首座横跨加龙河的桥梁。1213年9月12日，第五代莱斯特伯爵西蒙·德孟福尔率领的阿尔比十字军团在此讨伐图卢兹-阿尔贡联军并获得胜利，史称“米雷之战”，阿拉贡国王佩德罗二世在战争中身亡，此后，阿尔比派的势力逐渐衰弱，法兰西王室对朗格多克地区的控制能力日益提升。1624年，在路易十四的要求下，当地的科曼日城堡被拆毁。1750年，米雷城楼被拆除，其原址被扩建为尼耶尔大街（Allée Niel），成为了米雷的一条城市主干道。法国大革命结束后，奥克斯整体并入米雷的市镇范围，米雷成为上加龙省的一个市镇，同时也是该省的一个地区行署，自1800年起改建为副省会。工业革命期间，途径此地的图卢兹－巴约讷铁路建成运营。第一次世界大战后，当地建成了一处一战烈士纪念碑。第二次世界大战期间，米雷及其附近区域出现了多个抵抗运动团体。20世纪70年代以来，随着图卢兹城市的扩张以及区域通勤列车的开行，米雷的人口数量逐年上升。

## 地理

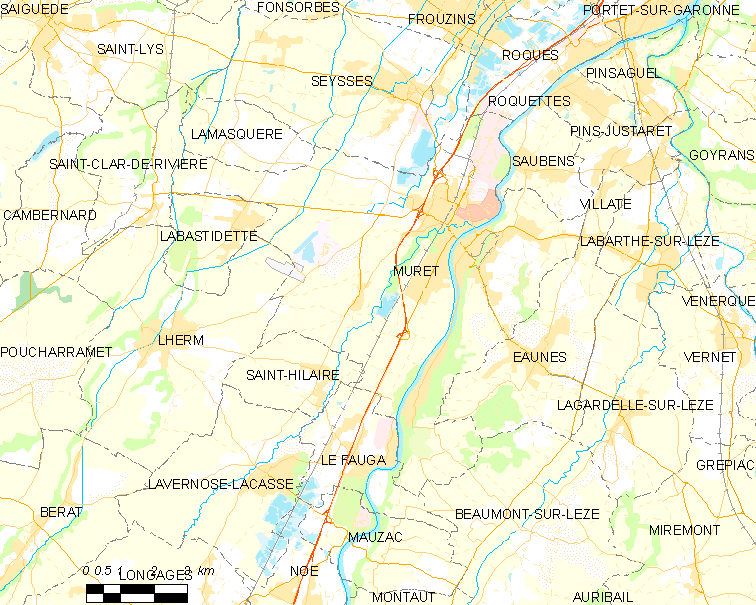
米雷市镇范围地图

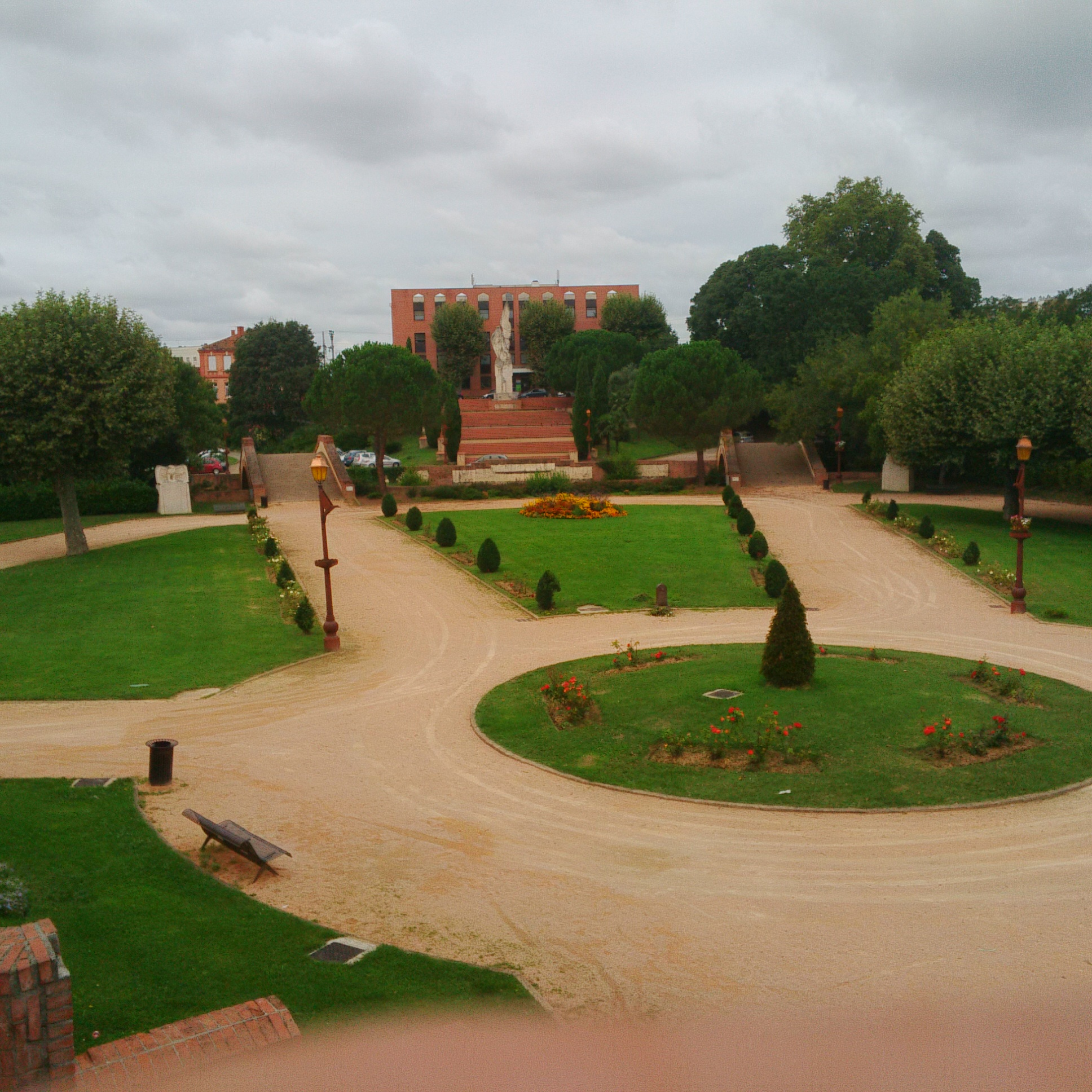
克雷芒·阿德尔公园

米雷位于法国西南部，奥克西塔尼大区西南部和上加龙省中北部，距离省会图卢兹大约21公里。与米雷接壤的市镇包括：塞斯、莱兹河畔博蒙、欧讷、勒福加、拉巴斯蒂代特、拉马斯凯尔、莱尔姆、罗克、滨河圣克拉尔、圣伊莱尔、索邦斯、维拉特。

### 地形
米雷位于加龙河中游平原腹地，境内以平原和浅丘为主，市镇中心地势较为平坦，全境海拔在152到305米之间。

### 水文
加龙河干流自南向北流经境内，其左岸支流卢日河在加龙河市中心与其交汇；另有多条河流流经米雷的市镇范围，包括图什河、乌索河、鲁西莫尔河、索德吕讷溪、欧索溪以及圣马托里运河等。除此之外，米雷市镇范围内还有多处因河流自然改道而遗留下来的湖泊及水塘，其中莱博内湖（Lac des Bonnets）附近被开辟为综合体育公园。

### 植被
米雷属于温带阔叶混交林区，市区内的主要绿地公园包括让·饶勒斯公园（Parc Jean Jaurès）、克雷芒·阿德尔公园（Parc Clément Ader）等，均常年免费向公众开放。
在鲜花城市的评比中，米雷被评为2星级鲜花城市。

### 气候
米雷在柯本气候分类法中属于带有地中海特征的温带海洋性气候。
距离米雷最近的常年气象站位于图卢兹-布拉尼亚克机场，以下为该气象站的数据：
| 图卢兹-布拉尼亚克机场1981年－2019年 | 图卢兹-布拉尼亚克机场1981年－2019年 | 图卢兹-布拉尼亚克机场1981年－2019年 | 图卢兹-布拉尼亚克机场1981年－2019年 | 图卢兹-布拉尼亚克机场1981年－2019年 | 图卢兹-布拉尼亚克机场1981年－2019年 | 图卢兹-布拉尼亚克机场1981年－2019年 | 图卢兹-布拉尼亚克机场1981年－2019年 | 图卢兹-布拉尼亚克机场1981年－2019年 | 图卢兹-布拉尼亚克机场1981年－2019年 | 图卢兹-布拉尼亚克机场1981年－2019年 | 图卢兹-布拉尼亚克机场1981年－2019年 | 图卢兹-布拉尼亚克机场1981年－2019年 | 图卢兹-布拉尼亚克机场1981年－2019年 |
| 月份                                | 1月                                 | 2月                                 | 3月                                 | 4月                                 | 5月                                 | 6月                                 | 7月                                 | 8月                                 | 9月                                 | 10月                                | 11月                                | 12月                                | 全年                                |
| ----------------------------------- | ----------------------------------- | ----------------------------------- | ----------------------------------- | ----------------------------------- | ----------------------------------- | ----------------------------------- | ----------------------------------- | ----------------------------------- | ----------------------------------- | ----------------------------------- | ----------------------------------- | ----------------------------------- | ----------------------------------- |
| 历史最高温 °C（°F）                 | 21.2 (70.2)                         | 24.1 (75.4)                         | 27.1 (80.8)                         | 30 (86)                             | 33.9 (93.0)                         | 40.2 (104.4)                        | 40.2 (104.4)                        | 40.7 (105.3)                        | 35.3 (95.5)                         | 31.8 (89.2)                         | 24.3 (75.7)                         | 21.1 (70.0)                         | 40.7 (105.3)                        |
| 平均高温 °C（°F）                   | 9.5 (49.1)                          | 11.1 (52.0)                         | 14.5 (58.1)                         | 17 (63)                             | 21 (70)                             | 25.2 (77.4)                         | 28 (82)                             | 27.9 (82.2)                         | 24.6 (76.3)                         | 19.5 (67.1)                         | 13.3 (55.9)                         | 9.9 (49.8)                          | 18.5 (65.3)                         |
| 日均气温 °C（°F）                   | 5.9 (42.6)                          | 7 (45)                              | 9.8 (49.6)                          | 12.1 (53.8)                         | 16 (61)                             | 19.7 (67.5)                         | 22.3 (72.1)                         | 22.2 (72.0)                         | 19 (66)                             | 15 (59)                             | 9.5 (49.1)                          | 6.5 (43.7)                          | 13.8 (56.8)                         |
| 平均低温 °C（°F）                   | 2.4 (36.3)                          | 3 (37)                              | 5 (41)                              | 7.1 (44.8)                          | 10.9 (51.6)                         | 14.3 (57.7)                         | 16.5 (61.7)                         | 16.5 (61.7)                         | 13.4 (56.1)                         | 10.5 (50.9)                         | 5.8 (42.4)                          | 3.2 (37.8)                          | 9.1 (48.4)                          |
| 历史最低温 °C（°F）                 | −18.6 (−1.5)                        | −19.2 (−2.6)                        | −8.4 (16.9)                         | −4.3 (24.3)                         | −0.8 (30.6)                         | 4 (39)                              | 7 (45)                              | 5.5 (41.9)                          | 0 (32)                              | −3 (27)                             | −8.3 (17.1)                         | −12 (10)                            | −19.2 (−2.6)                        |
| 平均降水量 mm（）                   | 51.3 (2.02)                         | 41.6 (1.64)                         | 49.1 (1.93)                         | 69.6 (2.74)                         | 74 (2.9)                            | 60.3 (2.37)                         | 37.7 (1.48)                         | 46.8 (1.84)                         | 47.4 (1.87)                         | 57 (2.2)                            | 51.1 (2.01)                         | 52.4 (2.06)                         | 638.3 (25.13)                       |
| 月均日照時數                        | 92.5                                | 115                                 | 175.1                               | 186.1                               | 209.2                               | 227.6                               | 252.6                               | 238.8                               | 204                                 | 149.2                               | 96                                  | 85.3                                | 2,031.4                             |
| 来源：infoclimat.fr                 |                                     |                                     |                                     |                                     |                                     |                                     |                                     |                                     |                                     |                                     |                                     |                                     |                                     |

## 行政区划
米雷是法国奥克西塔尼大区上加龙省的一个市镇，编号为31395，它也是上加龙省的一个副省会。米雷下辖米雷区，隶属于上加龙省第七选区，管理米雷县，同时也是米雷城市圈公共社区的办公驻地。
米雷市镇被划为六个街区，并实行居民自治制度。
法国国家统计与经济研究所（简称）在进行数据统计时，将米雷及相邻的另外72个市镇设为图卢兹城市核心区（2020年起扩充至81个），并将包括核心区在内的周边共452个市镇划为图卢兹城市区。自2020年起，图卢兹城市区被包含527个市镇的图卢兹城市辐射区代替。此外，还将米雷市镇分为了10个“块区”（IRIS），以便于统计人口分布情况。

## 交通

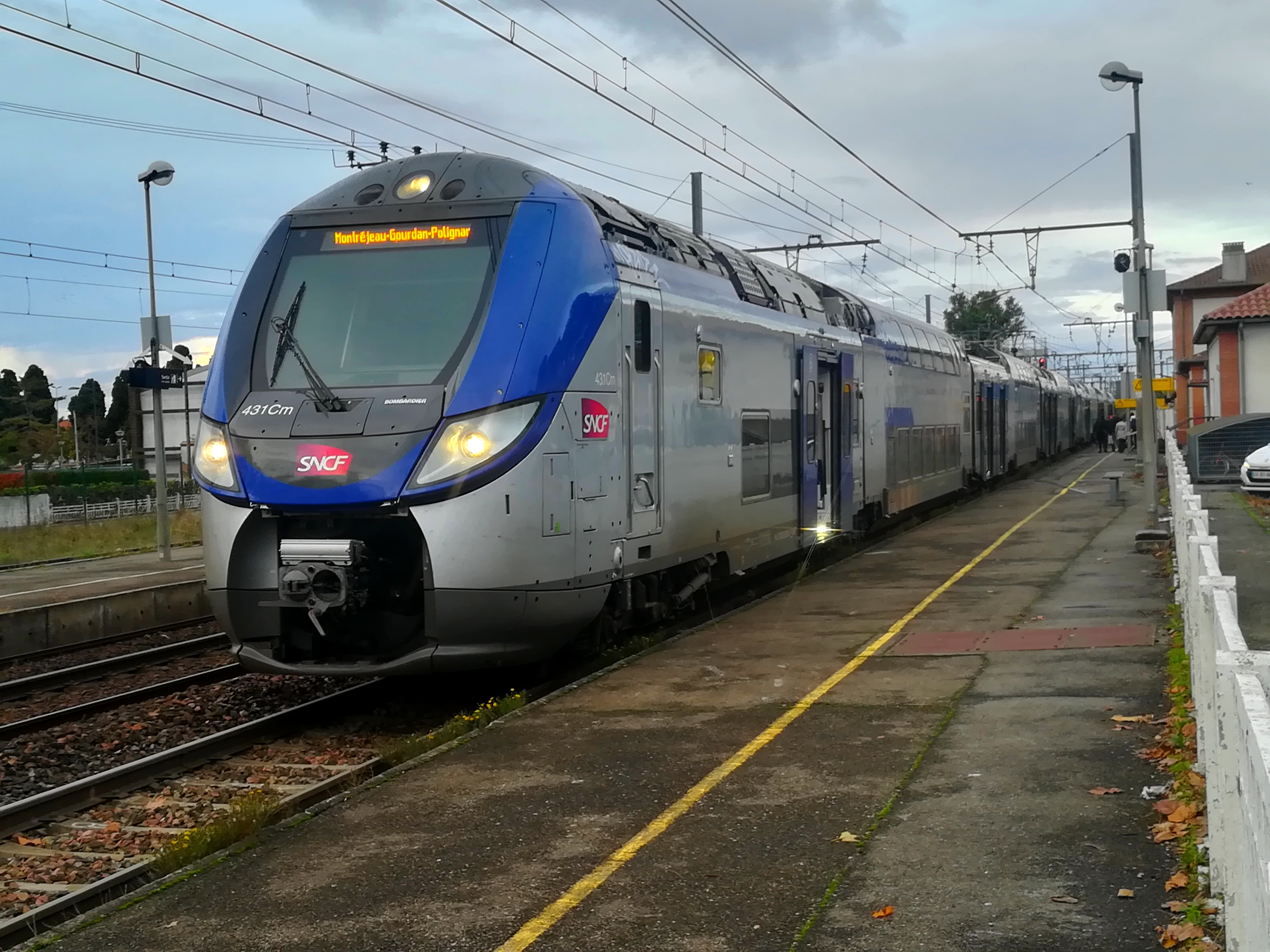
米雷火车站内停靠的Regio 2N列车

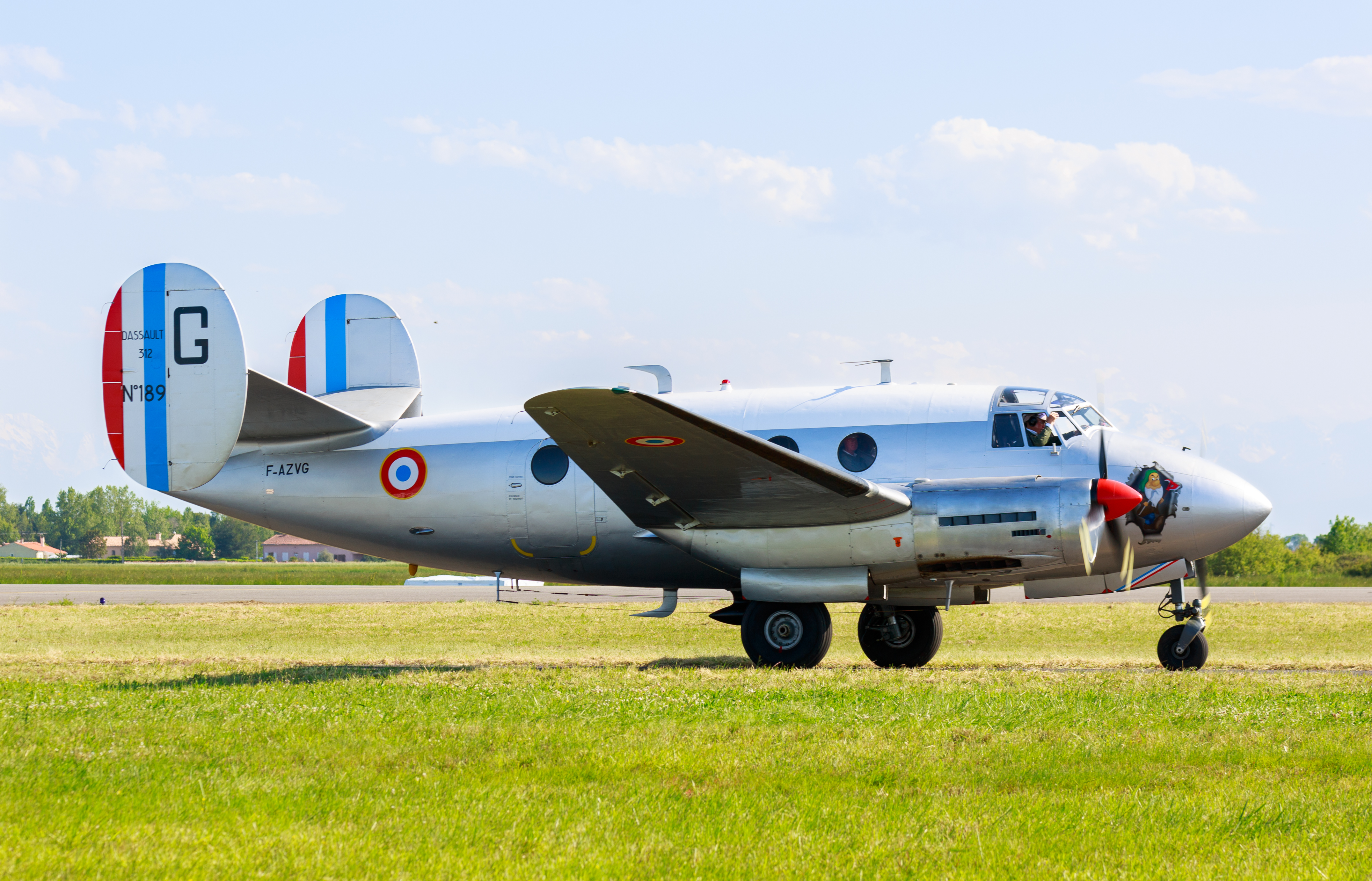
Airexpo航展上的达索飞机

### 公路
A64高速公路经过米雷市区西部，设有33、34、35三个出入口连接市区；此外多条上加龙省省道在米雷境内交汇。奥克西塔尼大区下属的城际客运提供巴士线路，可前往周边部分市镇。
2018年，78.5%的米雷家庭拥有至少一辆私人汽车。2019年，米雷境内共发生各类交通事故9起，造成2人遇难，10人受伤。

### 铁路
米雷位于图卢兹－巴约讷铁路上。米雷站位于市区中部，老城区以西，该站停靠往返于图卢兹和蒙雷若一线的区域列车，部分车次继续向西延伸至塔布或波城。连接图卢兹和米雷之间的通勤列车是图卢兹城市公共交通网的组成部分，其工作日高峰期平均间隔在半小时以内，被称为“图卢兹地铁D线”。

### 航空
米雷-莱尔姆飞行场位于米雷市区西部，是一个开放式的停机坪，供商务及救援使用，自1987年起每年举办以克雷芒·阿德尔为主题的Airexpo航空展览。
距离米雷最近的民用航空站为图卢兹-布拉尼亚克机场，距离米雷市中心的公路里程约24公里。

### 城市公共交通
自2018年1月起，米雷城市公共交通整体并入图卢兹城市公共交通（商业名称为），成为其线路网的组成部分。截至2021年11月，图卢兹城市公共交通下属的公交58路、117路、301路、302路、303路、304路、305路、310路、311路、312路、313路、314路、315路、316路和317路经过米雷市区。

## 政治

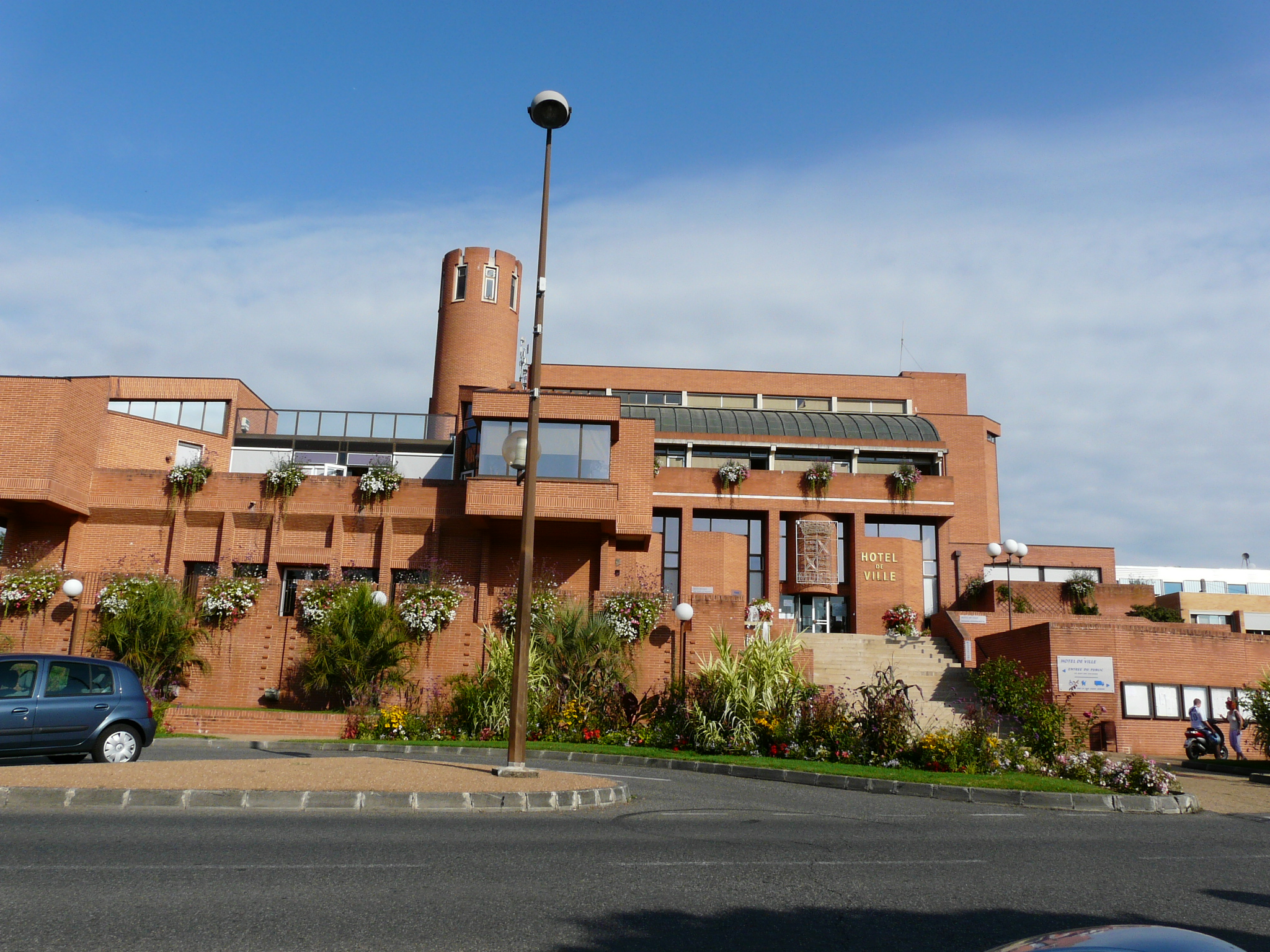
米雷市政厅

米雷的现任市长为安德烈·芒德芒先生（André Mandement），他是社会党的一名成员，在2020年的市政选举中获得了60.09%的支持率。
在2017年的法国总统大选中，法国第25任总统埃马纽埃尔·马克龙在米雷获得了64.18%的支持率。
| 米雷历届市长   |                               |                                  |
| 任期           | 市长                          | 党派                             |
| 1944年－1947年 | Vincent Auriol 樊尚·奥里奥尔  | SFIO工人国际法国支部             |
| 1947年－1953年 | Henri Peyrusse 亨利·佩吕斯    | SFIO工人国际法国支部             |
| 1953年－1989年 | Jacques Douzans 雅克·杜藏     | DVD右翼无党派人士                |
| 1989年－1995年 | Hélène Mignon 伊莲·米尼翁     | PS社会党                         |
| 1995年－2008年 | Alain Barrès 阿兰·巴雷斯      | UDF法国民主联盟 →UMP人民运动联盟 |
| 2008年－       | André Mandement 安德烈·芒德芒 | PS社会党                         |

## 人口
2018年，米雷市镇人口数量为24,813，在法国排名第361位。其中男性12,331人，女性12,482人，75岁及以上人口占7.7%，外籍人口数量为6,073人，人口密度为429人/平方公里，当地居民被称为（男性）或（女性）。2019年，米雷境内出生229人，死亡人口240人。
| 年份   | 1936  | 1946  | 1954  | 1962  | 1968   | 1975   | 1982   | 1990   | 1999   | 2006   | 2011   | 2016   | 2018   |
| ------ | ----- | ----- | ----- | ----- | ------ | ------ | ------ | ------ | ------ | ------ | ------ | ------ | ------ |
| 人口數 | 4,013 | 4,368 | 5,204 | 6,693 | 13,039 | 14,778 | 15,844 | 18,134 | 20,735 | 23,622 | 24,085 | 25,207 | 24,813 |

## 经济

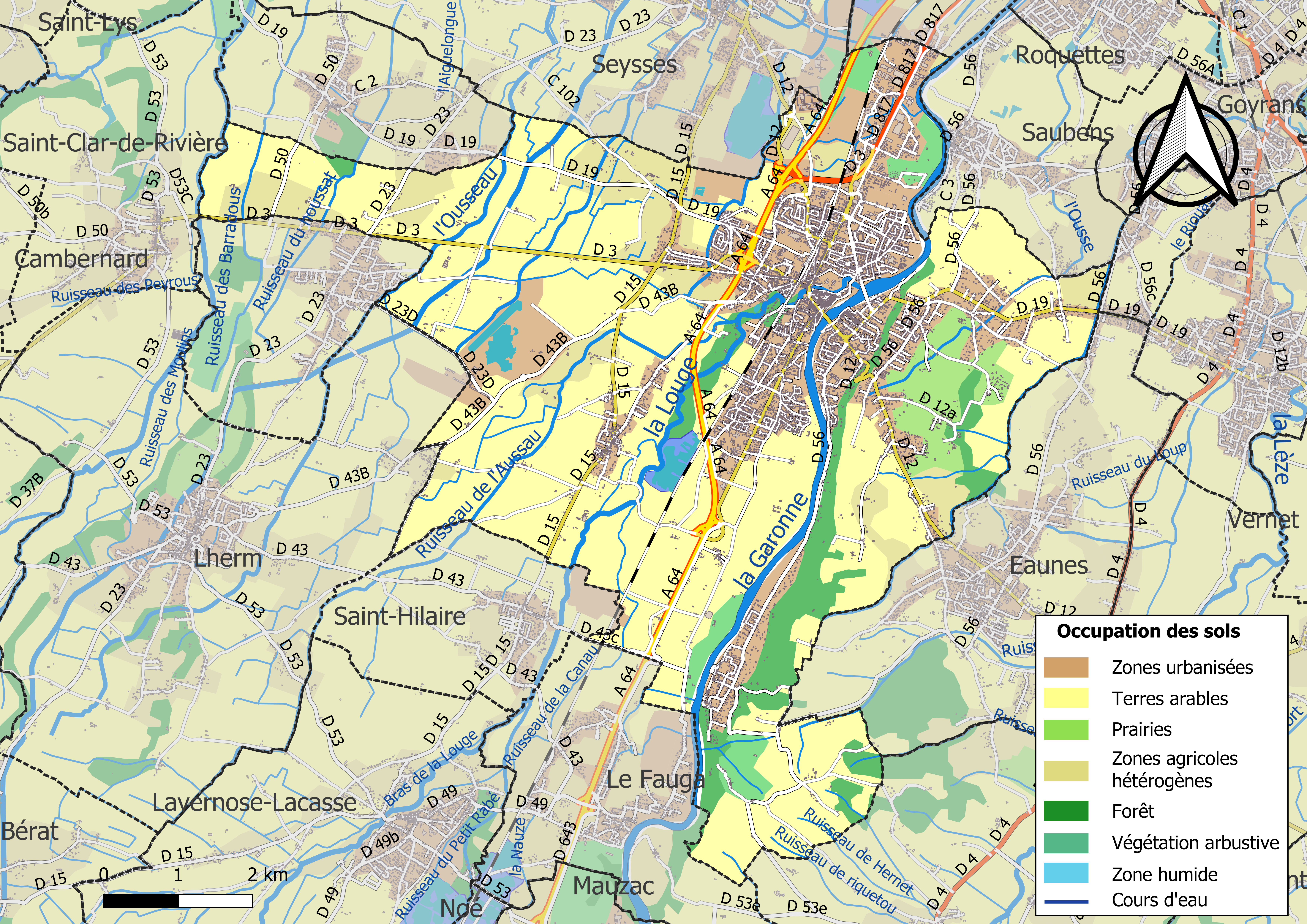
米雷土地利用情况地图

米雷是一个区域性的中心城市。截止2021年11月，当地共有各类用人单位（包含自雇）3,808家，平均历史为13年，其中98.37%为中小型企业（PME）。（易爆品生产）、（医疗）及（汽配销售）是当地2020年营业额最高的三个企业，分别为68,814,955欧元、42,975,553欧元和41,629,485欧元。

## 财政收入
2019年，米雷的财政收入总额为25,096,200欧元，财政支出总额为21,277,500欧元，当年的债务总额为2,194,090欧元。2021年，米雷共获得5,333,934欧元的国家财政补助，比上一年增加了0.04%。
2019年，米雷的人均月收入总额为2,312欧元，其中高级职员为4,076欧元，低于法国平均水平（4,230欧元）；中级职员为2,383欧元，低于法国平均水平（2,411欧元）；普通职员为1,689欧元，亦低于法国平均水平（1,740欧元）。
2018年，米雷境内的青壮年（15至64岁）失业率为15.8%，当地49.1%的家庭拥有纳税资格，平均纳税3,128欧元，低于法国平均水平（3,888欧元）。

## 社会事务

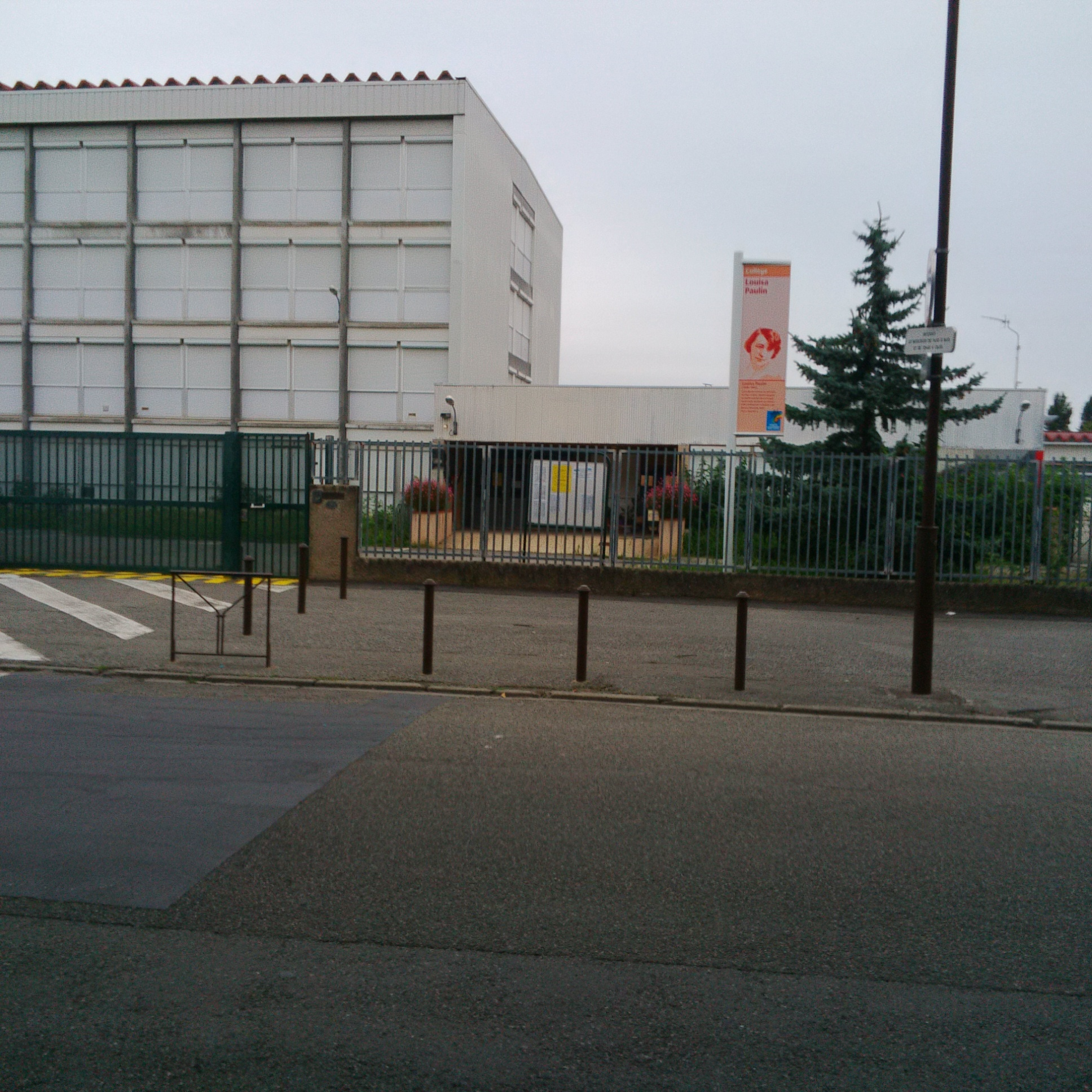
米雷境内的一所初级中学

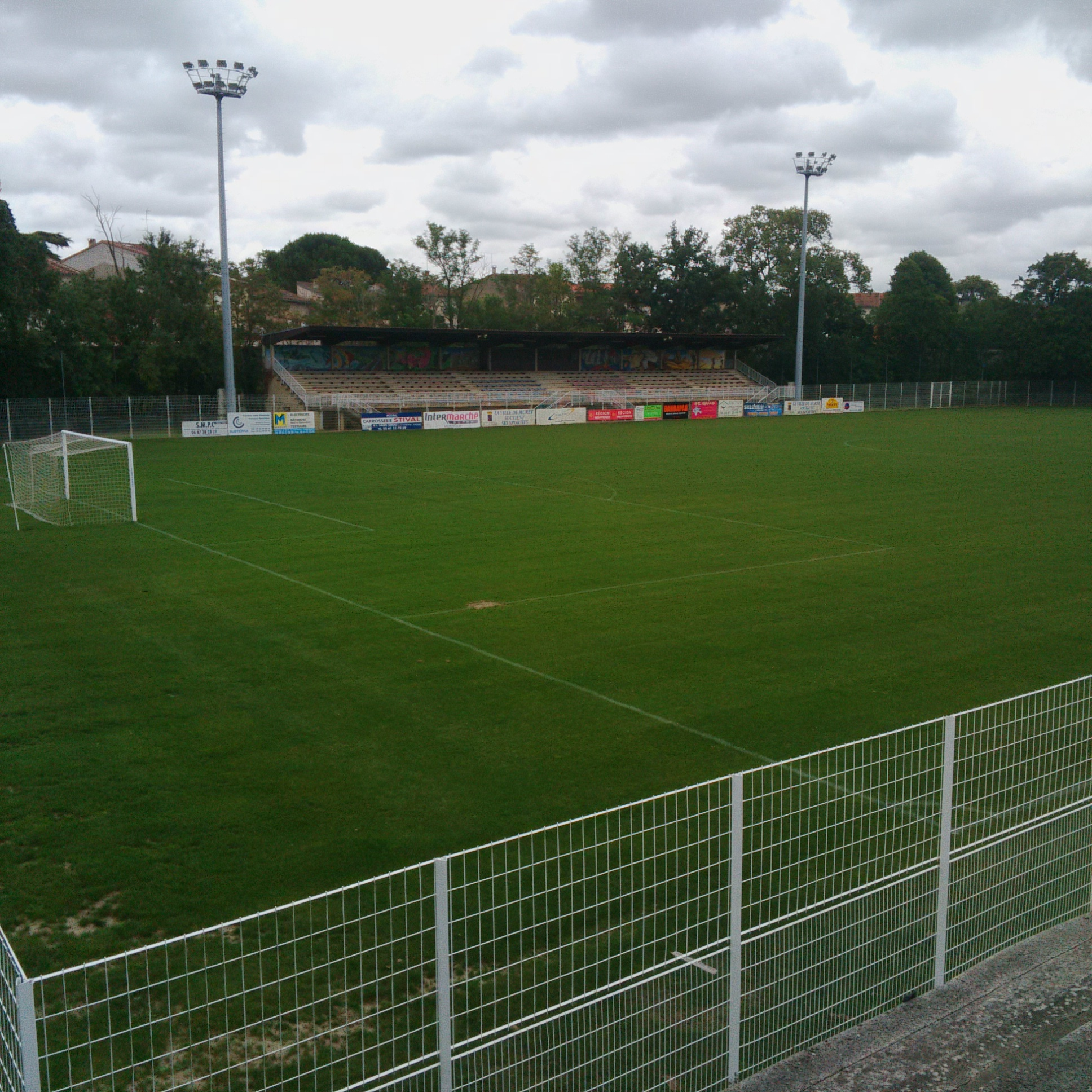
克雷芒·阿德尔球场

### 教育
米雷属于图卢兹学区。截止2020年1月1日，米雷境内共有5所幼儿园、9所小学、3所初级中学、2所普通高中和1所职业高中。2018至2019学年度，米雷境内共有在校中等教育阶段学生5,272名。

### 医疗
截止2020年1月1日，米雷境内共有全科医生42名、保健师55名、牙医40名、护士70名、耳科医生5名、眼科医生8名、皮肤科医生5名、助产士7名、儿科医生3名和妇科医生8名。境内共有药房9家、养老院3家、残疾人帮扶中心4家。
米雷中心医院（Centre Hospitalier de Muret）是法国的一个区域性医疗机构，其主病区位于米雷市区南部，各科室共计设有432个床位，是当地规模最大的公立综合性医院。

### 住房
2018年，米雷境内共有各类住房12,098套，其中53%为独立式居民区，46.7%为集中式居民区。常住房屋占米雷市镇范围内居民建筑总量的90.8%。
在住房保障政策方面，2020年，米雷境内共有2,969户家庭获得了住房经济补助，受益人数占总人口数量的12%，其中2,849份为房租补助。

### 商业
2019年，米雷境内共有各类实体商铺761家，其中餐厅106家、大型超市7家、杂货店8家、面包房20家、肉铺12家、书店3家、装饰品店5家、银行门店15家、美容美发店44家、汽车维修店51家。市区南北两侧各建有一家Intermarché超市，市中心则有一家家乐福便民店。

### 体育
2020年，米雷境内共有1家游泳池、8间体育馆、3座综合体育场、11处网球场、2处马术场、5处足球或橄榄球场以及4处篮球或排球场。
截至2021年11月，米雷境内共有5家注册足球俱乐部。米雷友谊体育足球俱乐部是当地的代表性足球队，成立于1903年，2021至2022赛季参加法国全国丙组联赛（法戊），其主场克雷芒·阿德尔球场（Stade Clément Ader）可同时容纳三千名观众，是当地规模最大的体育设施。
除足球外，米雷境内还有数十个其它项目的运动团体。2014年法国击剑锦标赛的部分赛事曾在米雷举行。

### 环境
米雷的环境事务由其所属的公共社区负责。2019年，米雷境内共有3家污染企业。

### 治安
2019年，米雷市镇范围内共有1处宪兵队。
2020年，米雷宪兵总队辖区内共99个市镇累计发生各类案件6,909起，其中盗窃类案件3,691起，经济类案件965起，毒品交易类案件296起。

## 文化
2020年，米雷境内共有1家电影院。米雷市政府提供多媒体中心，向公众全年开放。

### 建筑
米雷境内有多处历史建筑，其中圣雅各教堂是法国国家文物保护单位，也是当地的地标性建筑物。

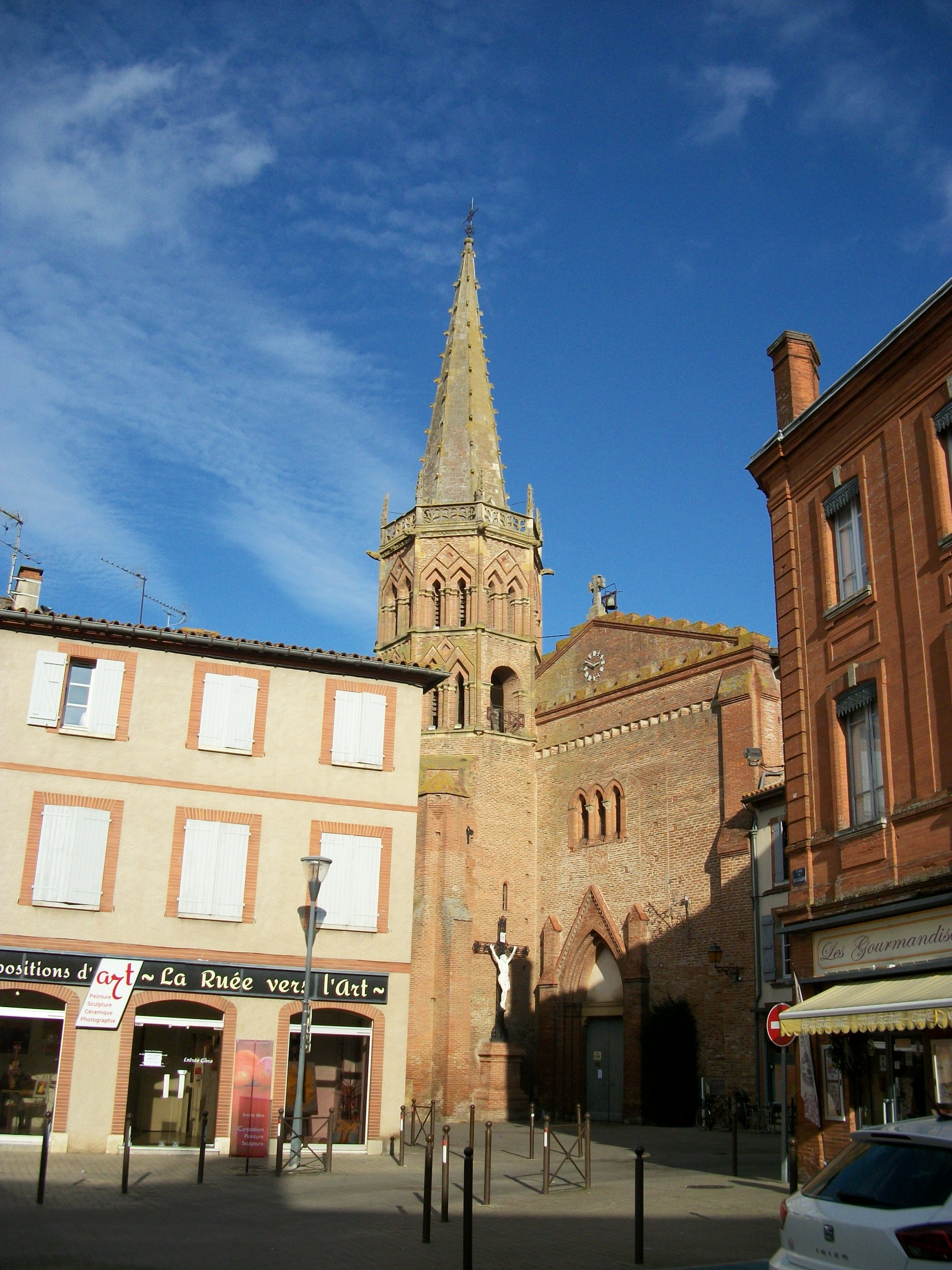
远眺圣雅各教堂（法语：Église Saint-Jacques de Muret）
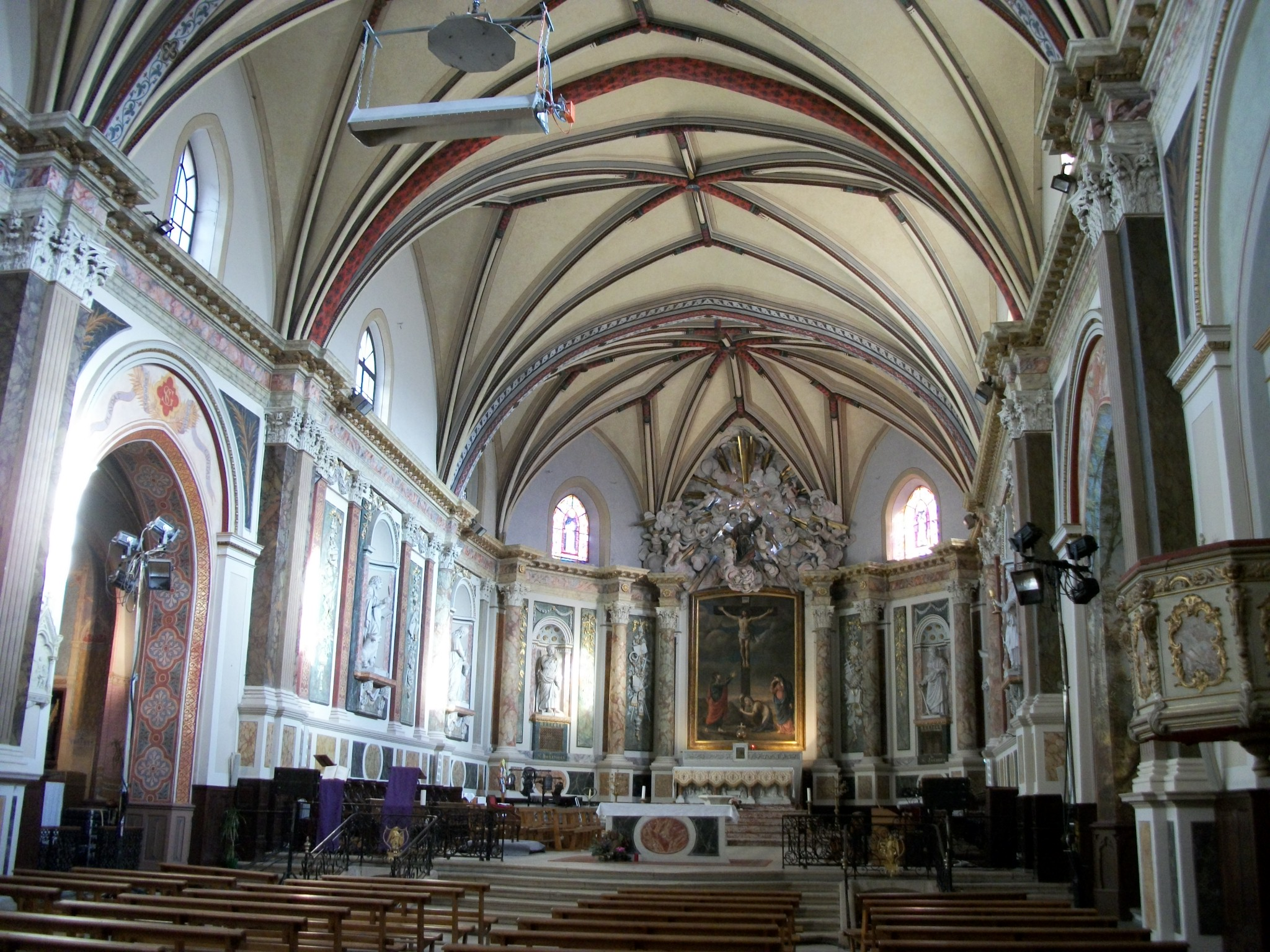
圣雅各教堂（法语：Église Saint-Jacques de Muret）大厅内饰
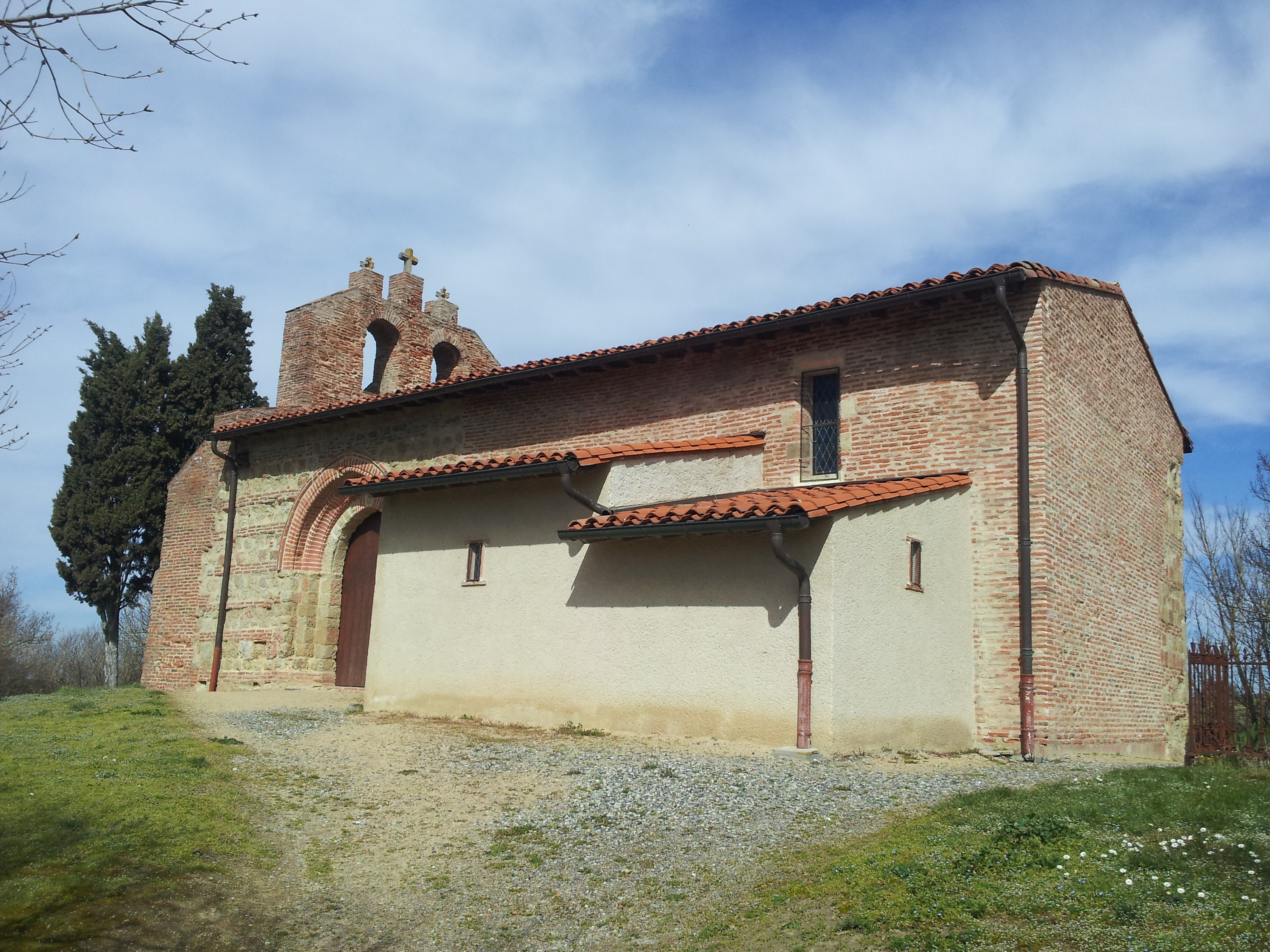
圣阿曼小教堂
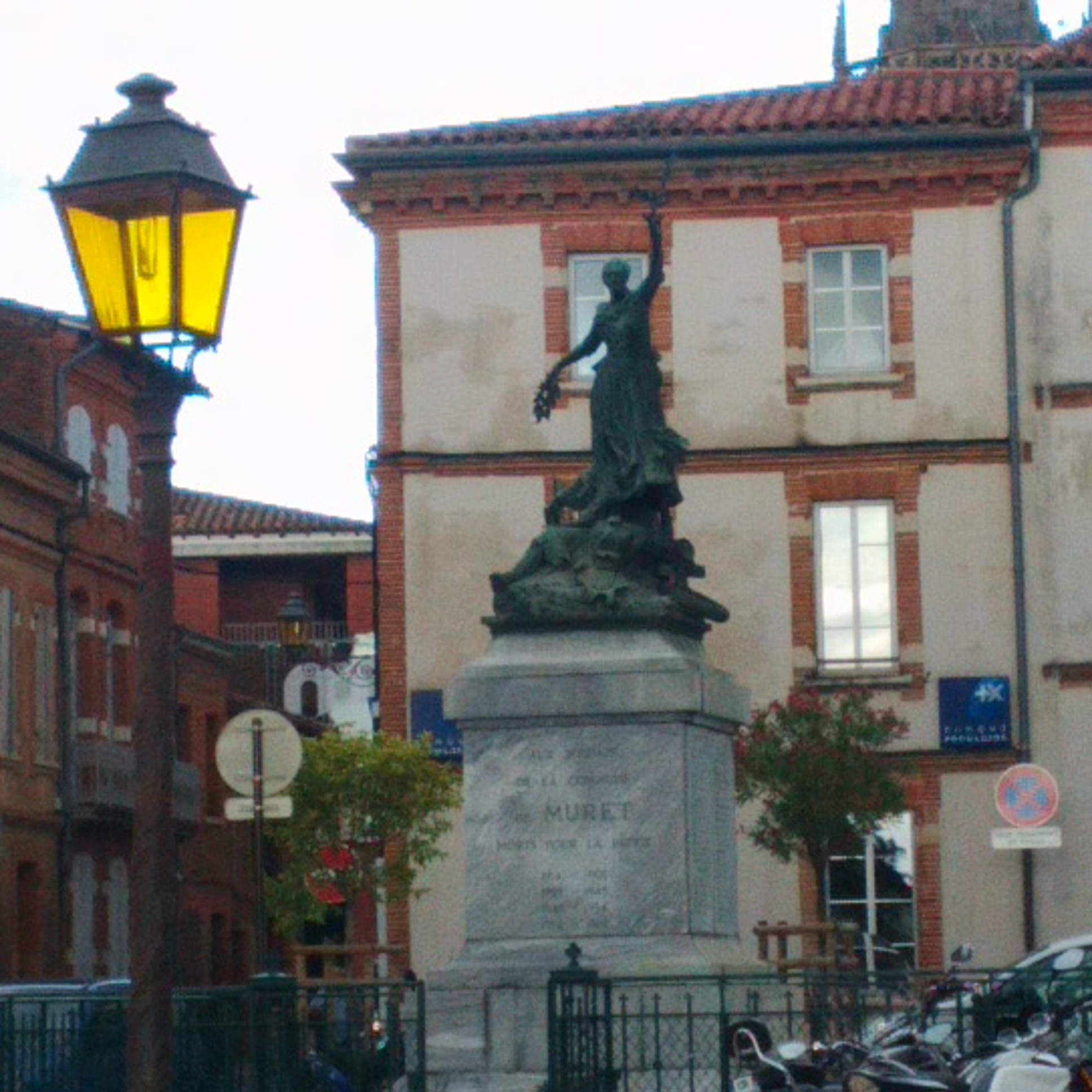
烈士纪念碑
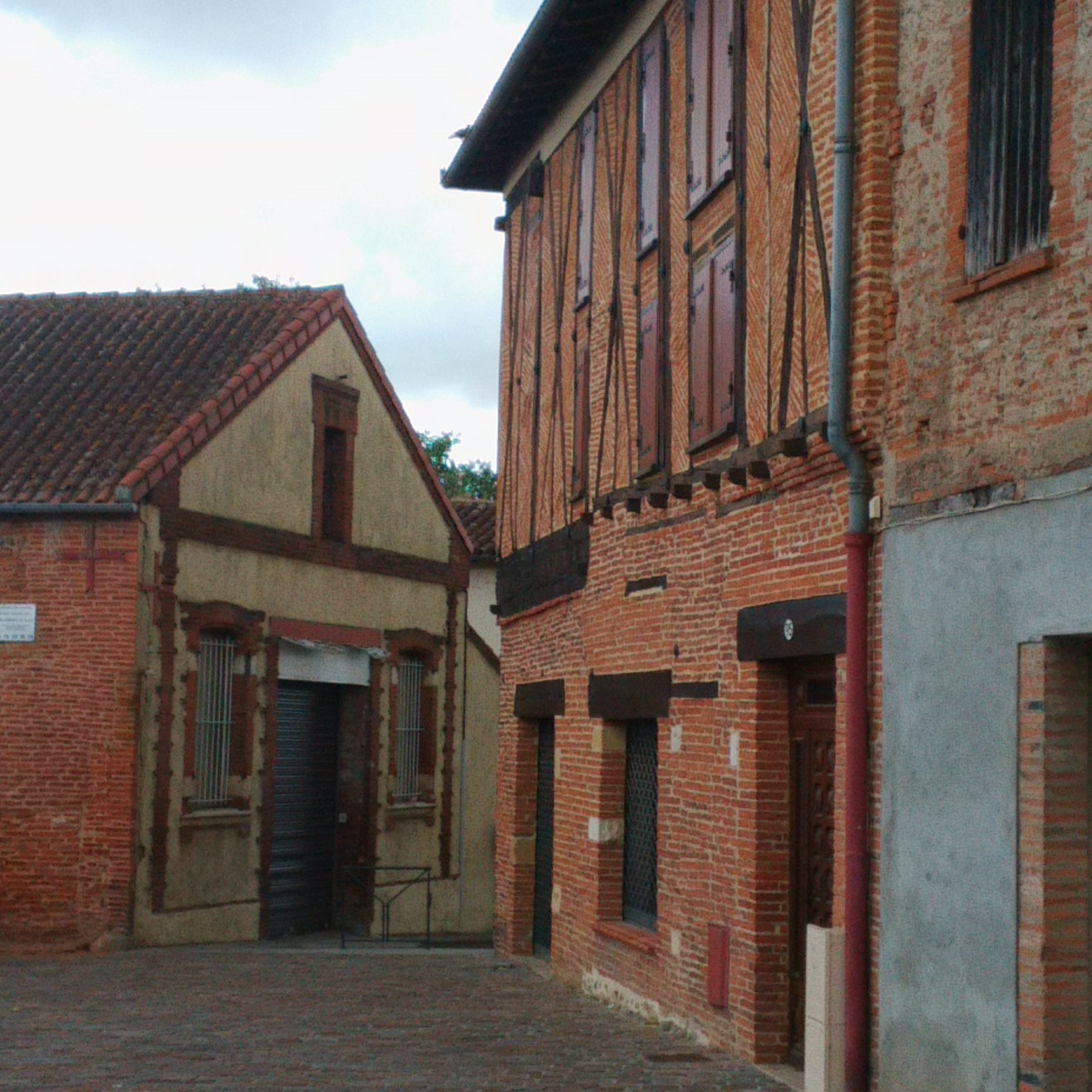
传统居民建筑
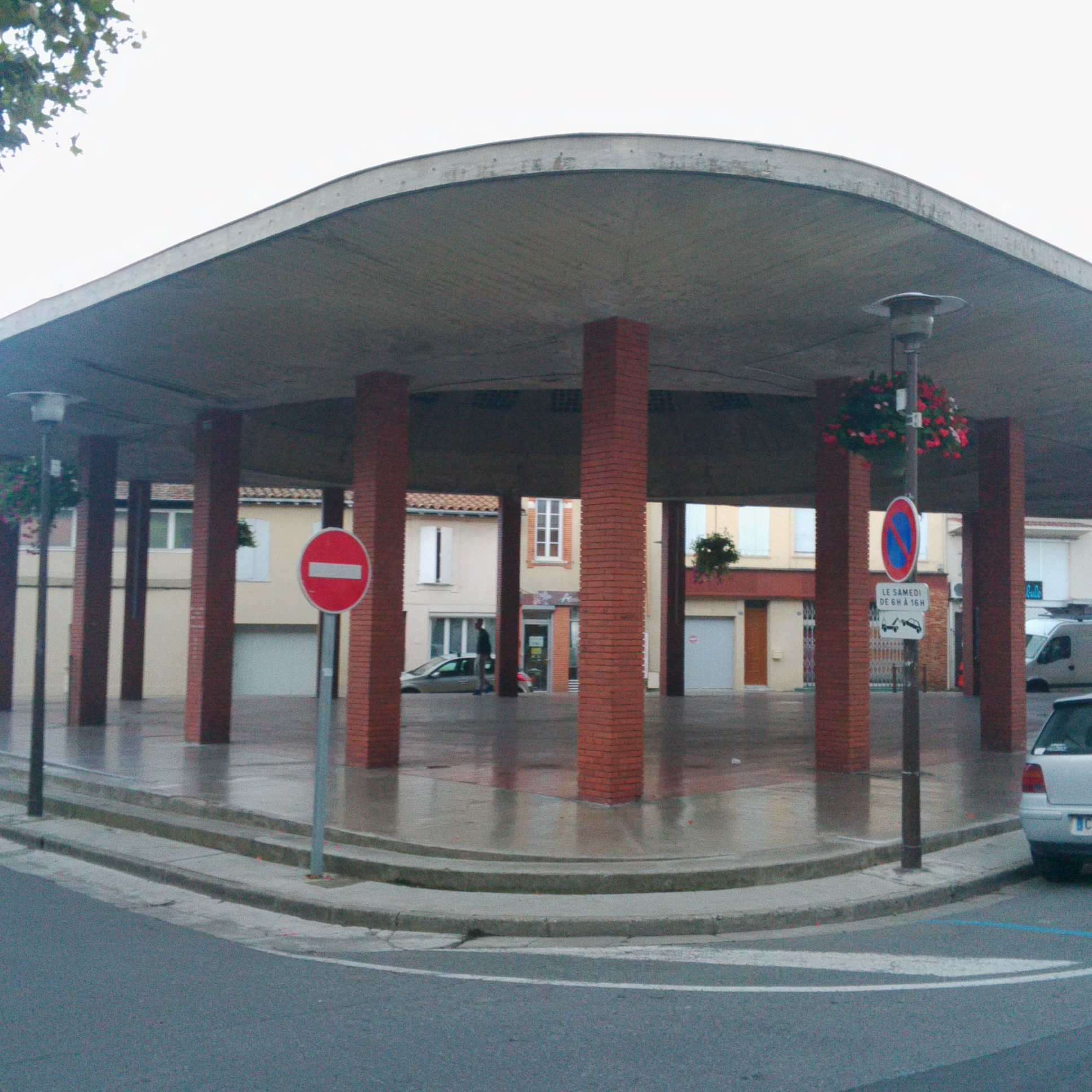
集市大堂
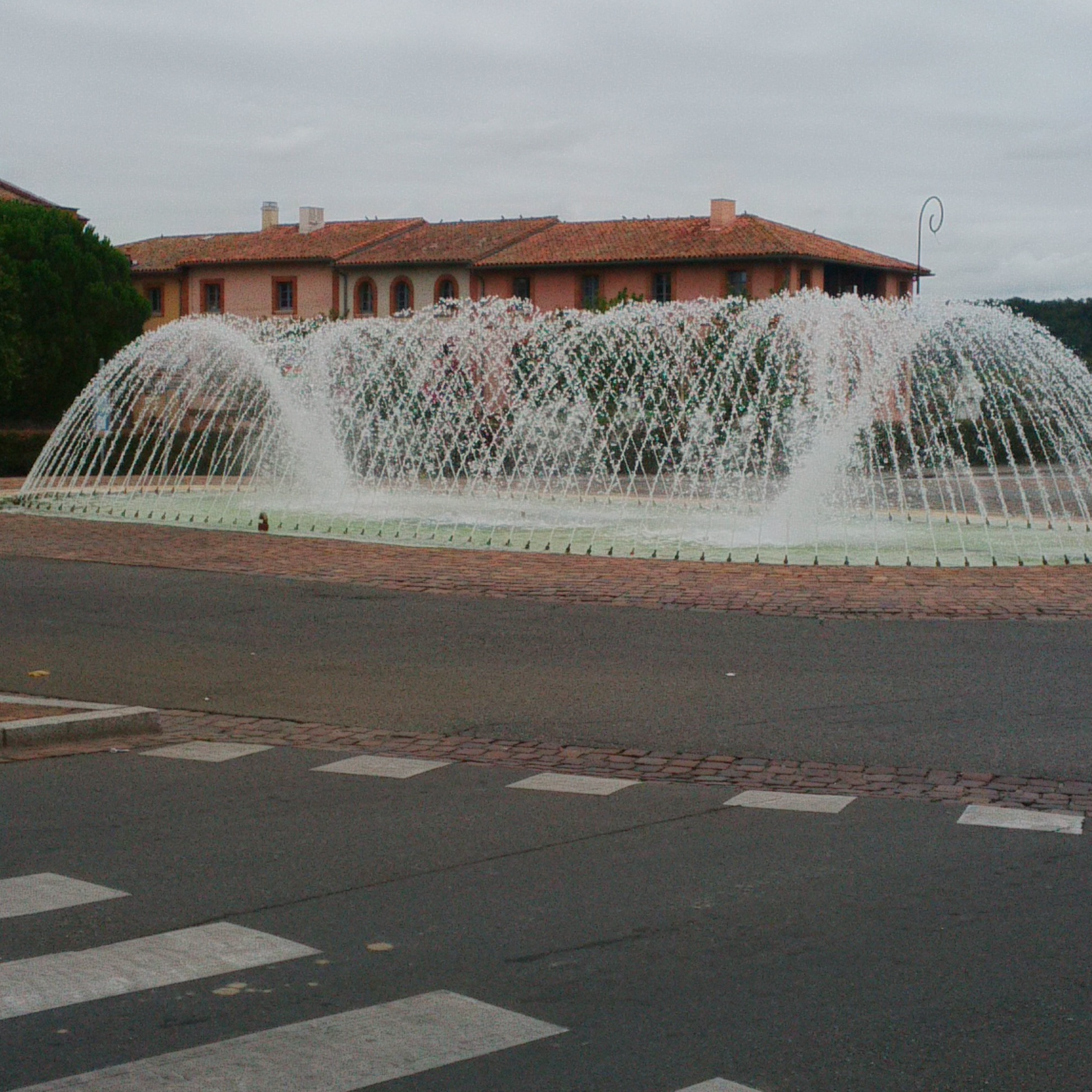
环岛喷泉

### 旅游
米雷的旅游事务由其所属的公共社区负责。2021年，米雷境内共有2家酒店共计94间房间。

### 媒体
法国主要的媒体均可在米雷接收，法国电视三台下属的奥克西塔尼大区频道在部分时段播出米雷所属区域的地方新闻。当地的主要地方性媒体包括奥克西塔尼电视台、蓝色法兰西奥克西塔尼广播、《南法追寻报》等。

## 相关人物
法国航天工程师克雷芒·阿德尔出生于米雷，当地的多处公共设施以其命名。除此之外出生于米雷的重要人物还有法国元帅阿道夫·尼埃尔、作曲家尼古拉·达莱拉克、橄榄球运动员让-弗朗索瓦·蒙托里奥尔等。

## 友好城市
截至2021年11月，米雷共与一座城市互为友好城市关系：
- 西班牙 蒙宗